# Pavetta ternata
Pavetta ternata är en måreväxtart som beskrevs av Johannes Elias Teijsmann och Simon Binnendijk. Pavetta ternata ingår i släktet Pavetta och familjen måreväxter.
Artens utbredningsområde är Sumatera. Inga underarter finns listade i Catalogue of Life.